# Europacupen i kast 2024
Europacupen i kast 2024 (engelska: European Throwing Cup 2024) var den 23:e upplagan av Europacupen i kast. Tävlingen anordnades mellan den 9 och 10 mars 2024 i Leiria i Portugal.
Efter Rysslands invasion av Ukraina tilläts inte friidrottare från Ryssland och Belarus att delta i tävlingen.

## Resultat

### Herrar

#### Seniorer
| Gren           | Guld                    | Guld         | Silver                       | Silver       | Brons                               | Brons        |
| Kulstötning    | Zane Weir Italien       | 21,55 m      | Scott Lincoln Storbritannien | 20,98 m      | Mesud Pezer Bosnien och Hercegovina | 20,58 m      |
| Diskuskastning | Alin Firfirică Rumänien | 66,07 m 0EB0 | Simon Pettersson Sverige     | 63,08 m 0SB0 | Daniel Jasinski Tyskland            | 61,84 m      |
| Släggkastning  | Mychajlo Kochan Ukraina | 78,13 m 0SB0 | Bence Halász Ungern          | 76,22 m 0SB0 | Christos Frantzeskakis Grekland     | 74,96 m 0SB0 |
| Spjutkastning  | Artur Felfner Ukraina   | 81,89 m 0SB0 | Alexandru Novac Rumänien     | 80,73 m      | Ioannis Kiriazis Grekland           | 80,52 m 0SB0 |

#### U23
| Gren           | Guld                      | Guld         | Silver                         | Silver        | Brons                         | Brons        |
| Kulstötning    | Muhamet Ramadani Kosovo   | 18,54 m 0SB0 | Lukas Schober Tyskland         | 18,21 m       | Ali Peker Turkiet             | 17,93 m      |
| Diskuskastning | Steven Richter Tyskland   | 61,00 m      | Mychajlo Brudin Ukraina        | 59,95 m 0SB0  | Ruben Rolvink Nederländerna   | 57,96 m 0SB0 |
| Släggkastning  | Dawid Piłat Polen         | 71,52 m 0SB0 | Iosif Kesidis Cypern           | 70,63 m NU23R | Orestis Dusakis Grekland      | 68,78 m      |
| Spjutkastning  | Giovanni Frattini Italien | 76,21 m 0PB0 | Muhammet Hanifi Zengın Turkiet | 76,15 m 0PB0  | Vlad Alexandru Turcu Rumänien | 74,51 m 0PB0 |

### Damer

#### Seniorer
| Gren           | Guld                           | Guld               | Silver                  | Silver       | Brons                          | Brons        |
| Kulstötning    | Jessica Schilder Nederländerna | 18,22 m            | Julia Ritter Tyskland   | 18,16 m      | Eliana Bandeira Portugal       | 17,60 m      |
| Diskuskastning | Irina Rodrigues Portugal       | 66,60 m 0VB0, 0NR0 | Shanice Craft Tyskland  | 63,70 m 0SB0 | Mélina Robert-Michon Frankrike | 62,46 m 0SB0 |
| Släggkastning  | Katrine Koch Jacobsen Danmark  | 71,95 m 0SB0       | Bianca Ghelber Rumänien | 71,66 m      | Sara Fantini Italien           | 70,58 m 0SB0 |
| Spjutkastning  | Adriana Vilagoš Serbien        | 61,17 m EU23L      | Eda Tuğsuz Turkiet      | 60,50 m 0SB0 | Marcelina Witek Polen          | 60,08 m 0SB0 |

#### U23
| Gren           | Guld                   | Guld         | Silver                              | Silver       | Brons                          | Brons        |
| Kulstötning    | Zuzanna Maślana Polen  | 17,08 m      | Milaine Ammon Tyskland              | 16,07 m      | Anastasia Dragomirova Grekland | 15,46 m      |
| Diskuskastning | Özlem Becerek Turkiet  | 55,07 m      | Marie-Josée Bovele-Linaka Frankrike | 53,91 m      | Emily Conte Italien            | 53,72 m      |
| Släggkastning  | Thea Löfman Sverige    | 68,08 0PB0   | Nicola Tuthill Irland               | 67,39 m 0SB0 | Aada Koppeli Finland           | 64,88 m 0SB0 |
| Spjutkastning  | Jade Maraval Frankrike | 55,07 m 0SB0 | Emilia Karell Finland               | 54,54 m 0SB0 | Margherita Randazzo Italien    | 53,67 m 0SB0 |

## Medaljtabell
*   Värdland ( Portugal)
| Nr                   | Nation                  | Guld | Silver | Brons | Totalt |
| -------------------- | ----------------------- | ---- | ------ | ----- | ------ |
| 1                    | Ukraina                 | 2    | 1      | 0     | 3      |
| 2                    | Italien                 | 2    | 0      | 3     | 5      |
| 3                    | Polen                   | 2    | 0      | 0     | 2      |
| 4                    | Tyskland                | 1    | 4      | 1     | 6      |
| 5                    | Rumänien                | 1    | 2      | 1     | 4      |
| 6                    | Turkiet                 | 1    | 1      | 2     | 4      |
| 7                    | Frankrike               | 1    | 1      | 1     | 3      |
| 8                    | Sverige                 | 1    | 1      | 0     | 2      |
| 9                    | Nederländerna           | 1    | 0      | 1     | 2      |
| 9                    | Portugal*               | 1    | 0      | 1     | 2      |
| 11                   | Danmark                 | 1    | 0      | 0     | 1      |
| 11                   | Kosovo                  | 1    | 0      | 0     | 1      |
| 11                   | Norge                   | 1    | 0      | 0     | 1      |
| 14                   | Finland                 | 0    | 1      | 1     | 2      |
| 15                   | Cypern                  | 0    | 1      | 0     | 1      |
| 15                   | Irland                  | 0    | 1      | 0     | 1      |
| 15                   | Serbien                 | 0    | 1      | 0     | 1      |
| 15                   | Storbritannien          | 0    | 1      | 0     | 1      |
| 15                   | Ungern                  | 0    | 1      | 0     | 1      |
| 20                   | Grekland                | 0    | 0      | 4     | 4      |
| 21                   | Bosnien och Hercegovina | 0    | 0      | 1     | 1      |
| Totalt (21 nationer) | Totalt (21 nationer)    | 16   | 16     | 16    | 48     |